# Michel Stievenard
Michel Stievenard, né le 21 septembre 1937 à Waziers, est un footballeur international français. Il était attaquant.

## Biographie
Michel Stievenard joue 405 matchs en Division 1 et inscrit 106 buts buts dans ce championnat.
Il reçoit 2 sélections en équipe de France.
En 2022, le magazine So Foot le classe dans le top 1000 des meilleurs joueurs du championnat de France, à la 167e place.

## Carrière
- 1954-1961 :  RC Lens
- 1961-1969 :  SCO Angers[2]

## Palmarès
- Vainqueur de la Coupe Charles Drago en 1959 et 1960 avec le Racing Club de Lens
- Finaliste de la Coupe Charles Drago en 1957 avec le Racing Club de Lens
- Champion de France de Division 2 en 1969 avec le SCO Angers

## Équipe de France
- 2 sélections avec l'équipe de France
- 1re sélection : France-Yougoslavie (4-5), le 6 juillet 1960[3]
- Participation à l'Euro 1960 (2 matches)